# Valeria Correa Fiz
Valeria Correa Fiz (Rosario, Argentina, 1971) es una escritora argentina de ascendencia española.

## Biografía
De formación y profesión abogada. A pesar de que su pasión por la literatura le viene desde la niñez, no fue hasta 2015 cuando se conoció públicamente su faceta de escritora. Ha coordinado clubes de lectura para las librerías norteamericanas Barnes & Noble durante cuatro años. Posteriormente estuvo a cargo del club de lectura de la librería Melting Pot de Milán (Italia) y actualmente coordina el club de lectura del Instituto Cervantes de Milán. Ha impartido talleres de escritura creativa en las ciudades norteamericanas de Miami y Weston. En la actualidad los imparte en el taller de la escritora Clara Obligado (Madrid) y en el Instituto Cervantes de Milán. En los últimos años ha vivido en Miami (Estados Unidos), Milán (Italia) y actualmente reside en Madrid. Escribe regularmente para las revistas digitales Aire nuestro y Los amigos de Cervantes.
En 2015 publica su primer poemario El álbum oscuro, con el que resulta finalista del Premio de Poesía "Manuel del Cabral". En 2017 publica El invierno a deshoras,con el que ganó el Premio Internacional de Poesía "Claudio Rodríguez".
En 2016 publica en Páginas de Espuma su libro de relatos La condición animal.Y en 2022, Hubo un jardín, con la misma editorial.

## Libros

### Poesía
- El álbum oscuro (2015)
- El invierno a deshoras (Hiperión, 2017)
- Museo de pérdidas (Ediciones La Palma, 2020)
- Así el deseo (Editora BGR, 2021)

### Narrativa
- La condición animal (Páginas de Espuma, 2016)
- Hubo un jardín (Páginas de Espuma, 2022)

## Obra colectiva
- Antología de relatos fantásticos (Edición conjunta del Diario Página/12 y Editorial Ciudad de Arena, 2006)
- Las noches de Clairmont (Imagine Ediciones, 2016)[18]
- Volverás y serás rubia (Librooks, 2016) ISBN 978-84-944569-5-4[19]
- HNegra (Alrevés, 2017) ISBN 978-84-17077-08-2[20]
- La mujer de tus sueños en: Las más extrañas historias de amor (Reino de Cordelia, 2018) ISBN 978-84-16968-33-6 [21]
- Zoo en: Mercedes, Abad. Humor negro (La Fuga Ediciones, 2018) ISBN 978-84-945944-8-9[22]
- Frankenstein resuturado (Alrevés, 2018) ISBN 978-84-17077-41-9[23]
- Antología puente Rosario - Madrid (Baltasara Editora, Rosario, 2018). Relatos. ISBN 9789873905308.[24]

## Premios
- 2015: Finalista del Premio de Poesía "Manuel del Cabral"
- 2017: XI Premio Internacional de Poesía "Claudio Rodríguez" por El invierno a deshoras.